# Epidendrum theodorii
Epidendrum theodorii är en orkidéart som beskrevs av Rudolf Schlechter. Epidendrum theodorii ingår i släktet Epidendrum och familjen orkidéer.
Artens utbredningsområde är Bolivia. Inga underarter finns listade i Catalogue of Life.